# Les Roberts
Pour les articles homonymes, voir Roberts.
Les Roberts, né le 18 juillet 1937 à Chicago dans l’Illinois, est un écrivain américain, auteur de roman policier.

## Biographie
Les Roberts fait des études supérieures à l'université de l'Illinois à Urbana-Champaign et à l'université Roosevelt de 1954 à 1956. Il sert dans l'armée américaine de 1960 à 1962. Il exerce divers métiers, notamment acteur, parolier, pianiste de jazz, homme d’affaires. Dans les années 1960 – 1970, il participe à l'écriture de scénarios pour des séries télévisées américaines. De 1984 à 1986, il est critique gastronomique pour le Today de Los Angeles avant de devenir en 1989 critique de romans policiers pour le Plain Dealer, un journal de Cleveland.
En 1987, il publie son premier roman Fais pas de cinéma ! (An Infinite Number of Monkeys) dans lequel il crée le personnage de Saxon, comédien et détective privé à Los Angeles. Cette série comporte six romans et se poursuit jusqu'en 1994. En 1988, il commence avec Rompez la glace ! (Pepper Pike) une nouvelle série dans laquelle le héros est Milan Jacovich, un ancien policier d'origine yougoslave dorénavant détective privé à Cleveland. En 2013, il publie Win, Place or Die dix-septième roman de cette série.
En 1986, avec An Infinite Number of Monkeys, il est lauréat du meilleur premier roman des Private Eye Writers of America. Ce roman est également nommé en 1988 dans la même catégorie pour le prix Anthony  et le prix Shamus. En 1989, Pepper Pike est nommé dans la catégorie meilleur roman pour le prix Anthony. En 1995, The Lake Effect est nommé dans la catégorie meilleur roman de détective privé au prix Shamus. 
En 1993 et 1994, il est président des Private Eye Writers of America.

## Œuvre

### SérieSaxon
- An Infinite Number of Monkeys, 1987
  - Fais pas de cinéma !, Série noire no 2140, 1988
- Not Enough Horses, 1988
  - Les Trottoirs de Santa Monica, Série noire no 2186, 1989
- A Carrot for the Donkey, 1989
  - Une carotte pour le baudet, Série noire no 2217, 1990
- Snake Oil, 1990
  - Le Serpent à pétrole, Série noire no 2285, 1991
- Seeing the Elephant, 1992
- The Lemon Chicken Jones, 1994

### SérieMilan Jacovich
- Pepper Pike, 1988
  - Rompez la glace !, Série noire no 2225 1990
- Full Cleveland, 1989
  - Dernier Carat, Série noire no 2254, 1991
- Deep Shaker, 1991
- The Cleveland Connection, 1993
- The Lake Effect, 1994
- The Duke Of Cleveland, 1995
- Collision Bend, 1996
- Cleveland Local, 1997
- A Shoot in Cleveland, 1998
- The Best Kept Secret, 1999
- The Indian Sign, 2000
- The Dutch, 2001
- The Irish Sports Pages, 2002
- King of the Holly Hop, 2008
- The Cleveland Creep, 2011
- Whiskey Island, 2012
- Win, Place or Die, 2013 (coécrit avec Dan S. Kennedy)

### Autres romans
- A Carol for Cleveland, 1991
- The Chinese Fire Drill, 2001
- The Scent of Spiced Oranges, 2002
- We’ll Always Have Cleveland, 2006
- The Strange Death of Father Candy, 2011

### Nouvelles
- Little Cat Feet, 1991
- The Scent of Spiced Oranges, 1992
- The Fat Stamp, 1993
- The Pig Man, 1994
- The Cat Nap., 1991
  - Un catnapping, dans le recueil Petits Meurtres entre chats à Hollywood, éditions Joëlle Losfeld, 1999
- The Brave Little Costume Designer, 1998
- Willing to Work, 1999

### Nouvelles  de la série Milan Jacovich
- The Gathering of the Clan, 2000
- Jazz Canary, 2004

## Sources
- Claude Mesplède (dir.), Dictionnaire des littératures policières, vol. 2 : J - Z, Nantes, Joseph K, coll. « Temps noir », 2007, 1086 p. (ISBN 978-2-910-68645-1, OCLC 315873361), p. 658-659.
- Claude Mesplède, Les années "Série noire" bibliographie critique d'une collection policière, vol. 5 : 1982-1995, Amiens, Encrage, coll. « Travaux » (no 36), 2000.
- Claude Mesplède  et   Jean-Jacques Schleret (Éd. rév. de: SN, voyage au bout de la Noire), Les auteurs de la Série noire, 1945-1995, Nantes, Joseph K, coll. « Temps noir », 1996, 627 p. (ISBN 978-2-910-68611-6, OCLC 300207570), p. 399-400.